# فيرينا مورتون جونز
فيرينا هاريس مورتون جونز (بالإنجليزية: Verina Morton Jones)‏ (28 يناير 1865 - 3 فبراير 1943) طبيبة أمريكية، ومنادية بمنح المرأة حق الاقتراع، وناشطة في النادي. بعد تخرجها من كلية الطب النسائية في بنسلفانيا عام 1888، كانت أول امرأة مرخصة لممارسة الطب في ميسيسيبي. ثم انتقلت إلى بروكلين حيث شاركت في تأسيس وقيادة دار لنكولن لرعاية المحتاجين. شاركت جونز في العديد من المنظمات المدنية والناشطة، وانتخِبت لمجلس إدارة الجمعية الوطنية للنهوض بالملونين.

## النشأة والتعليم
ولدت فيرينا مورتون جونز في 28 يناير 1865، في كليفلاند، أوهايو، والداها ويلام دي. وكيتي ستانلي. منذ عام 1884 التحقت بكلية الطب النسائية في بنسلفانيا في فيلادلفيا. تخرجت وحصلت على الماجستير في عام 1888.

## الحياة المهنية
بعد تخرجها، انتقلت جونز إلى هولي سبرينغز، ميسيسيبي وهناك عملت كطبيبة مقيمة في كلية رست ودرّست صفوف المدرسة الصناعية بالكلية. كانت أول امرأة تجتاز فحص المجلس الطبي في ميسيسيبي، وأول امرأة تمارس الطب في الولاية.
تزوجت جونز من الطبيب والتر إيه. مورتون في عام 1890. انتقلا إلى بروكلين، نيويورك حيث أسسا عيادة طبية. كانت جونز أول طبيبة سوداء ممارسة في مقاطعة ناسو في لونغ آيلاند. كانت نشطة في جمعية مقاطعة كينغز الطبية والرابطة الوطنية للنساء الملونات، إذ كانت تدير نادي الأمهات في بروكلين. منذ عام 1905 وحتى عام 1906 كانت عضوًا في المساعدة النسائية لحركة نياجارا. عملت أيضًا مع لجنة تحسين الظروف الصناعية للزنوج في مدينة نيويورك. ناضلت جونز من أجل تصويت النساء، وكانت رئيسةً لرابطة المساواة في حق التصويت في بروكلين. نظمت برامج لتعليم الناخبين، ووثقت التمييز العنصري في مراكز الاقتراع، وشهدت أمام لجان التحقيق في الكونغرس.

### دار لنكولن لرعاية المحتاجين
شاركت جونز في تأسيس دار لنكولن لرعاية المحتاجين في بروكلين مع ماري وايت أوفينغتون. دفعت جونز الدفعة الأولى لملكية المنزل في شارع ويلوبي 129. تخلت عن الكثير من ممارستها الطبية ومنذ مايو 1908 ترأست المنظمة، التي بدأت كامتداد لسكن هنري ستريت الذي أسسته ليليان والد. قدم دار لنكولن روضة أطفال مجانية، وحضانة نهارية، وعيادة. رعى الدار أيضًا نوادي المناقشة والكورال، وقدم دروسًا في الخياطة، والنجارة، والرقص الشعبي، والطبخ، والتطريز. بعد تأسيسه في عام 1914، نُقل الدار إلى مبنى أكبر في بلاس فليت 105.

### الرابطة الحضرية
في عام 1911 كانت جونز، إلى جانب ماري وايت أوفينغتون، جزءًا من مجموعة البروكلينات الخمس إذ نشطتا في الرابطة الحضرية، والتي كانت نتيجة اندماج بين لجنة تحسين الظروف الصناعية للزنوج، ولجنة الظروف الحضرية بين الزنوج، والرابطة الوطنية لحماية النساء الملونات.

### الجمعية الوطنية للنهوض بالملونين
في عام 1913 انتخِبت جونز لمجلس إدارة الجمعية الوطنية للنهوض بالملونين. عملت في لجنتها التنفيذية حتى عام 1925.

### هيمبستيد
في عشرينيات القرن العشرين انتقلت جونز إلى هيمبستيد وأسست عيادة طبية. انضمت إلى نساء أخريات في المجتمع لتنظيم نادي هارييت توبمان المجتمعي في عام 1928، ومنذ عام 1933 وحتى عام 1939 تولت إدارة دار رعاية المحتاجين.

## حياتها الشخصية
كانت جونز تابعة للكنيسة الأسقفية. تزوجت من الدكتور والتر إيه. مورتون في عام 1890 وأنجبت ابنًا في عام 1892، فرانكلين مورتون، الذي أصبح محاميًا. توفي والتر إيه. مورتون في عام 1895. في عام 1901 تزوجت جونز من إيموري جونز (الذي توفي عام 1927). توفيت في 3 فبراير 1943 في بروكلين.